# Les Dites Cariatides
Pour plus de détails, voir Fiche technique et Distribution.
Les Dites Cariatides est un court métrage documentaire français écrit et réalisé par Agnès Varda et sorti en 1984.

## Synopsis
Femmes statues et colonnes humaines : les cariatides de Paris. À l’époque où Charles Baudelaire était muet[évasif].

## Fiche technique
- Réalisation et scénario : Agnès Varda
- Durée : 13 minutes
- Format : 35 mm
- Couleur

## Distinctions
- 1984 : sélection officielle à la Mostra de Venise[réf. nécessaire].